# Ali Mirza av Kakheti
Ali Mirza av Kakheti, död 1739, var en georgisk monark. Han var kung i kungariket Kartli mellan 1735 och 1739.
Han var prins av Kakheti. Liksom sin far konverterade han till islam. När Persien besegrade Osmanska riket och upphävde dess ockupation av grannlandet Kartli, installerades Ali Mirza som Persiens vasall i Kartli. Han besegrades av dottern till den förra kungen av Kartli och hennes make. 